# Kassay Adolf
Kassay Adolf (Vác, 1828. április 18. – Budapest, 1903. május 29.) ügyvéd és földbirtokos, jogi szakíró.

## Élete
Kassay József káptalani ügyvéd és Pova Julianna fia. Szülővárosában a gimnáziumot és bölcseletet végezte; a jogot a pesti egyetemen hallgatta. 1846-ban tett ügyvédi vizsgát. A szabadságharcban mint honvédhadnagy vett részt; a folytonos fáradság és a téli hadjárat beteggé tették; felgyógyulván az üldöztetés elől Bécsbe menekült. Később visszatérvén, a jogi irodalom terén működött, előbb Pesten és Pozsonyban, majd Budapesten tartózkodott. Később az alsó-szécsénykei (Nógrád m.) birtokán gazdálkodott.
Cikke a Pesti Naplóban (1866. 215. sz. Kellemesi Melczer István kir. személynök).

## Munkái
- Büntető magyar jogtan. Pest, 1848
- Urbéri kézikönyv. Uo. 1848
- Tárnokszék és tárnoki törvényczikkelyek. Uo. 1848
- Kitonich száz ellenvetései s kételyei (Centuria dubitatum et contrarietatum). Az 1634. kiadás után magyarra áttette, Uo. 1848
- Virágnyelv. Uo. 1852. (2. kiadás. Uo. 1857. 6. k. 1883, Bpest)
- Váltójogtan és csődszabályok betűrendes szótára. Legújabb rendeletekkel bővítve. Pest, 1852.
- Polgári törvénykezési iromány-példák az osztrák polgári perrendtartáshoz. Uo. 1853.
- Blumen-Bouquet, oder geheime Conversation zu drei und drei Blumen. Pressburg 1854 (Magyarul: Virágfüzér és társas mulatságok kérdések és szám szerinti feleletekben. Kolozsvár, 1855)
- Magyar olvasókönyv leányok számára. Komárom, 1855
- Szerelmi levelező, vagyis irányadó, miképpen kell mindennemű szerelmi ún. szerelmi viszony alatti, ujévi, születés és névnapi, szemrehányó, értesítő s nőül kérő leveleket szerkeszteni. Kolozsvár, 1855.
- Az új polgári törvénykönyv népszerű magyarázata. Községi hivatalnokok, helyi elöljárók, jegyzők, iparosok és nép számára. Uo. 1856
- Vaterländische Alterthümer und Geschichte der k. k. Reichs-Haupt- und Residenzstadt Wien und der Festungen Oesterreichs, von der ältesten bis auf die neuste Zeit gesammelt, und nach den glaubwürdigsten Quellen bearbeitet. Wien, 1856 (50 kőny. képpel)
- Leben und Thaten des Feldmarschalls Radetzky. Uo. 1858
- Garibaldi emlékiratai. Dumas Sándor után ford. Pozsony, 1862
- Magyar büntetőtörvények s bűnvádi eljárás az országbirói értekezlet szabályai szerint. Uo. 1862. (2. kiadás. Pest, 1864)
- Magyar polgári törvények és törvénykezési eljárás az országbirói értekezlet szabályai szerint, Pozsony, 1862. (2. és 3. kiadás. Pest, 1869)
- Irománypéldák a magyar polgári törvénykezési eljáráshoz, a szükséges törvénykezési szabályokkal. Pest, 1863. (2. kiadás. Uo. 1866)
- Az 1850. febr. 9. és aug. 2. régi és az 1862. decz. 13. új bélyegtörvények betűrendben. Pozsony, 1863. (2. és 3. kiadás. Pest, 1864. 4. k. 1884. Bpest)
- Általános magyar magánjog és törvénykezési eljárás az országbirói értekezlet szerint. Pest, 1864. Két kötet. (2. kiadás, 3. k. Uo. 1869.)
- Nemzeti naptár 1863-ra Pozsony, (1865-re Pest, 1866-ra Uo.)
- A protestantismus befolyásának történeti vázlata a magyar alkotmányra. Pozsony, 1864.
- Az osztrák törvények alatt kelt végrendeletek érvényessége. Pest, 1864.
- A lengyel nemzet története a legrégibb időtől a legújabb korig. Uo. 1864.
- Irománypéldák a telekkönyvi eljáráshoz a szükséges telekkönyvi rendeletekkel. Uo. 1864. (2. kiadás. Uo. 1868.)
- Az árva- és gyámügyekbeni eljárás s az árvavagyon kezelése. Uo. 1864. (2. kiadás 1869., 3. k. 1871. 4. az 1877. 20. törv. cz. szerint újonnan átdolg. kiadás Bpest, 1877: A gyámsági és gondnoksági ügyek, azoknak kezelése és azok körüli eljárás irománypéldákkal ...cz.)
- Ügyvédek naptára 1865-1877-re. Pest és Bpest, Tizenhárom évfolyam.
- A szolgabirák és megyei esküdtek hatásköre és teendői. Törvénykezési, közigazgatási ... ügyekben. Pest, 1866. (1. és 2. kiadás, 3 kiadás 1871. Uo.)
- A községi elöljárók hatásköre és teendői. Törvénykezési és közigazgatási tekintetben, irománypéldákkal. Uo. 1866. (2. kiadás: Az új községi törvény és községi elöljárók... cz. Bpest, 1877. 3. k. 1878. Uo.)
- A közigazgatási jog rendszere és közigazgatási eljárás irománypéldákkal. 1. füzet, Pest, 1866.
- A magyar közigazgatási törvények és közigazgatási eljárás irománypéldákkal. Pest, 1866
- Néptitoknok, vagyis kisegítő kézikönyv a jogi üzleti és családi ügyekben, szóval: a közönséges élet minden körülményeiben Uo. 1866
- Községi és házi naptár 1867-re. Uo. 1866 (1868-ra Uo.)
- Önügyvéd a nőket illető jogügyekben. Uo. 1866
- A telekkönyvi rendszer ismertetése mintákkal. Uo. 1867
- Útmutató zsebkönyv a pesti magyar hitelintézetektőli kölcsönügyekben. Uo. 1867
- A peres ügyeken kívüli eljárás szabályai irománypéldákkal. Uo. 1867
- A telekkönyvi ügyekben a m. kir. kuria által 1864-67. évig megállapított elvek, határozatok és ítéletek gyűjteménye. Uo. 1868
- Községi titoknok, vagyis tanácsadó a községi életben. Uo. 1868
- Legujabb magyar házi ügyvéd, vagyis a közéletben előforduló minden jogi s egyéb magán körülményekben előforduló iratok ... szerkesztésére vezető segédkönyv. Uo. 1868
- Uj polgári perrendtartás magyarázata, a törvény eredeti szövegével. Uo. 1869
- Irománypéldák az új polgári perrendtartáshoz. Uo. 1869
- A szolgabirák és esküdtek kézikönyve. Vagyis utmutatás a szolgabirák és esküdtek által eszközlendő törvénykezési és közigazgatási eljárásokban, irománypéldákkal. Uo. 1869. Két rész. (2. kiadás. Uo. 1870)
- Közigazgatási törvények. miniszteri rendeletek és közigazgatási eljárás betűrendben, irománypéldákkal. Uo. 1870 (Kármán Lajossal együtt)
- Magyar és erdélyhoni telekkönyvi törvények és eljárás irománypéldákkal. Uo. 1870
- Községi jegyzők naptára 1871-77-re. Pest és Bpest. Hét évfolyam.
- Legújabb magyar levelező. Uo. 1871
- A községi jegyzői szigorlat tárgyai és megtartási módja: Az 1872. szept. 25. kelt belügyminiszteri szabályrendeletek szerint, kérdések és feleletekben, a jegyzői szigorlatra készülők és a vizsgáló bizottságok használatára. Uo. 1871. (2. kiadás. Uo. 1873. 3. és 4. k. Vác)
- Kézikönyv az adóvégrehajtói vizsgák letételére, kérdések és feleletekben. Bpest, 1874
- Legújabb bélyeg- és illeték-törvények és szabályok. Uo. 1874
- A községjegyzői és körjegyzői hivatal mintákkal. Uo. 1875. (2. kiadás. Uo. 1881)
- Utmutató kézikönyv a kataszteri munkálatokra, a földbirtok tiszta jövedelmének kiszámítására, a törvény szövegével, magyarázattal és irománypéldákkal ... Uo. 1875
- A járási szolgabirák, csendbiztosok s városi közigazgatási tisztviselők hatásköre és teendői. Uo. 1875.
- A czégek berendezése, vezetése és a kereskedelmi ügyekbeni eljárás az 1875. decz. 1. miniszteri rendeletek eredeti szövegével, magyarázattal és a tárgyi és birói illetőségre vonatkozó s a keresk. törvény életbeléptétől kezdve hozott semmitőszéki döntvényekkel és irománypéldákkal. Vácz, 1877.
- Das am 1. Jan. 1877. in Wirksamkeit tretende neue ung. Wechselgesetz, Original-Gesetze-Text, Erläuterungenund Wechsel-formularien. Bpest, 1877.
- A gyámhatósági és gondnoksági ügyek, azoknak kezelése és azok körüli eljárás irománypéldákkal. Az 1877. XX. törvényczikk szerint ... Uo. 1877-78. (Négy kiadásban.)
- A végrendeletekről. Az 1876. 16. t. cz. eredeti szövegével, magyarázattal s irománypéldákkal ... Uo. 1877. (2. bőv. és átdolg. k. Uo. 1886.)
- Az új kereskedelmi törvény, miniszteri rendeletekkel és iratpéldákkal. Uo. 1877.
- Az új váltótörvény. A törvény eredeti szövegével, magyarázattal és iratpéldákkal ... Uo. 1877. (2. bőv. kiadás. Uo. 1899.)
- Az új váltóeljárás. Az 1876. nov. 30. igazságügymin. rendelet szerint a min. rendelet eredeti szövegével magyar. és irományp. Uo. 1877.
- A kisebb polgári peres ügyekbeni eljárás a törvény eredeti szövegével, magyar. és irománypéld. Uo. 1877. (2. jav. és bőv. kiadás, Vácz, 1878.)
- Az új magyar büntetőtörvény magyarázata a törvény ered. szövegével összehasonlítva előbbi törvényeinkkel, az igazságügyministeri indokolás alapján s több e nemben írt jelesebb külföldi művek szerint példákkal felvilágosítva. Bpest, 1878
- Kiegészítő része a gyámsági és gondnoksági ügyekre cz. műnek. a gyámsági és gondnoksági ügyekre vonatkozó 1878. ápr. 20. igazságügymin. rendelet magyar és irománypéld.... Uo. 1878
- Az uj erdőtörvény. A törvény ered. szöv., magy. és irománypéld. Vácz, 1879
- A kihágások és az azokbani eljárás... Uo. 1881
- A községi birói hivatal vagyis a közs. birák hatásköre és teendői törvénykezési és közig. tekintetben, irománypéldákkal. Uo. 1881
- A községi elöljáróság hatásköre s teendői a büntető ügyek körül. Uo. 1881
- A mezei rendőrtörvény a mai érvényben. Uo. 1881
- Az 1881. új csődtörvény. A törvény ered. szöv., magy. és irom. péld. Uo. 1881
- Az adóvégrehajtók kézikönyve, állami végrehajtók, szolgabirák és községi elöljárók számára. Az 1883. 41. t.-cz. és az 1884. évi 73663. sz. pénzügyminiszteri utasítás alapján. Uo. 1884. (2. átdolg. és bőv. kiadás. Uo. 1885. Német czímmel is.)
- Adótörvények. Uo. 1884
- A protestánsok házasságát szabályozó törvények, rendeletek és curiai döntvények, kibővítve a vegyes házasságra vonatkozó törvények és curiai döntvényekkel... Uo. 1886
- A m. kir. igazságügym. felügyelete alatt készített utbaigazítás a magánvégrendeletek kiegészítésére ... Uo. 1887
- Legújabb levelező, önügyvéd és házi-titkár... Uo. 1887 (2. átdolg. és bőv. kiadás. Uo. 1893)
- Legújabb házi tanácsadó. Önügyvéd, vagyis gyakorlati utmutató minden peres és epren kívüli ügyekben a törvény által megengedett önképviseletre. ... Uo. 1888
- Regálék vagyis a kir. kisebb haszonvételek a mai érvényükben ... Uo. 1888 (bővített második kiadás: 1889. Online; 3. bőv. k. 1890, uo.)
- A váltótörvény. Kérdések és feleletekben. A tanuló ifjúság számára. Uo. 1890
- A földbirtokosok kézikönyve. Összes birtokjogi viszonyaikra, a mezei gazdászatra és jogi szükségleteikre vonatkozó legujabb törvények,... gyüjteménye. Magyarázattal, példákkal s iratmintákkal. Budapest, 1891. Online (2. átdolg. kiadás. Uo. 1893)
- A zsidó házasságokra a megfelelő rendeletekkel és határozatokkal. Átdolgozta és bővítette Severus. Uo. 1891.
- Az 1893. XVIII. törvényczikk a sommás eljárásról és az 1893. XIX. t.-czikk a fizetési meghagyásról ... Uo. 1894.

Szerkesztette Pesten a Községi Közlönyt 1871-ben, melynek 565 előfizetője volt, de a szerkesztő betegsége miatt megszűnt.